# Championnat de Malaisie de football 2007-2008
Navigation
Saison 2006-2007 Saison 2009
La saison 2008 du Championnat de Malaisie de football est la vingt-septième édition de la première division à Malaisie. Cette saison est la cinquième édition de la Super League, la nouvelle mouture du championnat organisé par la fédération. Les quatorze meilleurs clubs du pays sont regroupés au sein d'une poule unique où ils s'affrontent deux fois, à domicile et à l'extérieur. À la fin de la compétition, les deux derniers du classement sont relégués et remplacés par les deux meilleurs clubs de Premier League, la deuxième division malaise.
C'est le tenant du titre, Kedah FA, qui remporte à nouveau le championnat cette saison, après avoir terminé en tête du classement final, avec huit points d'avance sur Negeri Sembilan FA et dix sur Johor FA. C'est le troisième titre de champion de Malaisie du club, qui réalise encore le doublé en s'imposant en finale de la Coupe de Malaisie face à Selangor FA.
À l'issue de la saison, le champion et le vainqueur de la Coupe de Malaisie (ou le deuxième du championnat en cas de doublé) se qualifient pour la Coupe de l'AFC.

## Les clubs participants
- Pahang FA
- Selangor FA
- Perlis FA
- Perak FA
- Sarawak FA
- Kedah FA
- Terengganu FA
- Melaka Telekom - Forfait
- Polis-Di-Raja Malaysia FA - Club promu de D2
- Penang FA
- Negeri Sembilan FA
- Johor FC
- Brunei DPMM FC
- UPB-MyTeam FC - Club promu de D2

## Compétition
Le barème de points servant à établir le classement se décompose ainsi :
- Victoire : 3 points
- Match nul : 1 point
- Défaite : 0 point

### Classement
| Rang | Équipe                     | Pts | J  | G  | N  | P  | Bp | Bc | Diff |
| ---- | -------------------------- | --- | -- | -- | -- | -- | -- | -- | ---- |
| 1    | Kedah FA'T'C               | 56  | 24 | 18 | 2  | 4  | 55 | 24 | +31  |
| 2    | Negeri Sembilan FA         | 48  | 24 | 14 | 6  | 4  | 48 | 30 | +18  |
| 3    | Johor FC                   | 46  | 24 | 14 | 4  | 6  | 40 | 27 | +13  |
| 4    | Selangor FA                | 45  | 24 | 14 | 3  | 7  | 46 | 36 | +10  |
| 5    | Perak FA                   | 41  | 24 | 13 | 2  | 9  | 46 | 34 | +12  |
| 6    | Terengganu FA              | 37  | 24 | 10 | 7  | 7  | 41 | 31 | +10  |
| 7    | Perlis FA                  | 36  | 24 | 10 | 6  | 8  | 36 | 25 | +11  |
| 8    | Pahang FA                  | 30  | 24 | 8  | 6  | 10 | 26 | 31 | -5   |
| 9    | Polis-Di-Raja Malaysia FAP | 24  | 24 | 7  | 3  | 14 | 30 | 52 | -22  |
| 10   | Brunei DPMM FC             | 22  | 24 | 4  | 10 | 10 | 27 | 34 | -7   |
| 11   | UPB-MyTeam FCP             | 22  | 24 | 6  | 4  | 14 | 30 | 40 | -10  |
| 12   | Penang FA                  | 17  | 24 | 4  | 5  | 15 | 30 | 49 | -19  |
| 13   | Sarawak FA                 | 14  | 24 | 4  | 2  | 18 | 25 | 67 | -42  |
| 14   | Melaka Telekom forfait     |     |    |    |    |    |    |    |      |

|  | Qualification pour la Coupe de l'AFC 2009                                                |
|  | Relégation en Premier League                                                             |
|  | T : Tenant du titre C : Vainqueur de la Coupe de Malaisie P : Club promu en Super League |

## Bilan de la saison
| Championnat de Malaisie de football 2007-2008 |                     |
| Champion                                      | Kedah FA (3e titre) |
| Coupes et trophées                            |                     |
| Vainqueur de la Coupe de Malaisie 2007-2008   | Kedah FA            |
| Qualifications continentales                  |                     |
| Coupe de l'AFC 2009                           | Kedah FA            |
| Coupe de l'AFC 2009                           | Johor FC            |
| Promotions et relégations                     |                     |
| Promus en Super League                        | Plus FC             |
| Promus en Super League                        | Kuala Muda Naza FC  |
| Relégués en Premier League                    | Sarawak FA          |
| Relégués en Premier League                    | Melaka Telekom      |